# Лів Боері
Олівія «Лів» Боері (англ. Olivia “Liv” Boeree, 18 липня 1984 року) — телеведуча, спікер, письменник та професійний гравець у покер. Єдина жінка в історії, яка виграла і браслет WSOP, і турнір EPT. Її призові в офлайн турнірах становлять понад $3,8 млн.

## Біографія
Олівія Боері народилася у графстві Кент. Проходила навчання в Манчестерському університеті на факультеті астрофізики. Популярність завоювала як модель і телеведуча різних шоу. 

## Покерна кар'єра

### Перші кроки
З покером Боері познайомилася у 2005 році, беручи участь в одному із британських реаліті-шоу. Пізніше стала з'являтися у різноманітних програмах, присвячених покеру. 

### Великі виграші
Перший великий виграш Лів здобула на турнірі European Ladies Championship у 2008 році. Сума її призових становила $42 000.
У 2009 році на Five Star World Poker Classic 2009 у Лас-Вегасі грала 2 фінальні столи в сайд-івентах, також потрапила до топ-40 на Головній Події WPT Championship з бай-іном $25 000.
У 2010 році відвідала Італію для участі в European Poker Tour (EPT) у Сан-Ремо. На головну подію туру зареєструвалося 1240 гравців. Після кількох днів напруженої гри Лів здобула перемогу, здобувши $1 698 300.
Інші помітні результати включають друге місце в головному турнірі UKIPT в Единбурзі 2014 року і $97 058 призових, 3-є місце в турнірі хайроллерів EPT в Барселоні з призовими €391 000 у серпні 2015 року, 1-е місце на Poker A 2017 року з виграшем $150 000.
У 2017 році на World Series of Poker у Лас-Вегасі Боері, разом з Ігорем Кургановим, виграла $273 964 на командному турнірі за $10,000. 

### Нагороди
У 2010 році перемогла у номінації «Провідний жіночий гравець Європи».
У 2014 та 2015 роках ставала найкращим жіночим гравцем на думку European Poker Awards. Переможець визначався за очками Global Poker Index. 

## Благодійність
У 2014 році Боері стала співзасновником Raising for Effective Giving (REG), організації, яка просуває раціональний підхід до благодійності, часто званий ефективним альтруїзмом, та надає поради щодо вибору благодійних організацій на основі певних критеріїв. Організація також публікує щорічне керівництво з ефективних пожертвувань із зазначенням того, які благодійні організації можуть бути гідні отримання коштів та з яких етичних причин. 

## Спікер
У лютому 2018 року Боері вперше виступила на конференції TEDx у Манчестері з доповіддю про переваги мислення у ймовірностях. У квітні 2018 року виступила на конференції TED у Ванкувері під час їхньої першої сесії «TED Unplugged» з промовою «Три життєві уроки за столом покеру».
Як запрошений доповідач виступала на Web Summit Дублін у листопаді 2015 року, в Оксфордському університеті у травні 2016 року, фестивалі науки у Челтенемі у червні 2016 року, у Коледжі Ісуса у Кембриджі у лютому 2017 року. Виступала з промовою на конференції Effective Altruism Global 2015 у Сан-Франциско поряд із такими знаменитостями як Ілон Маск та Нік Бостром.
Також з'являлася у подкасті у Шона Керролла (Епізод 6, 24 липня 2018 року). 